# Jokin Mitxelena

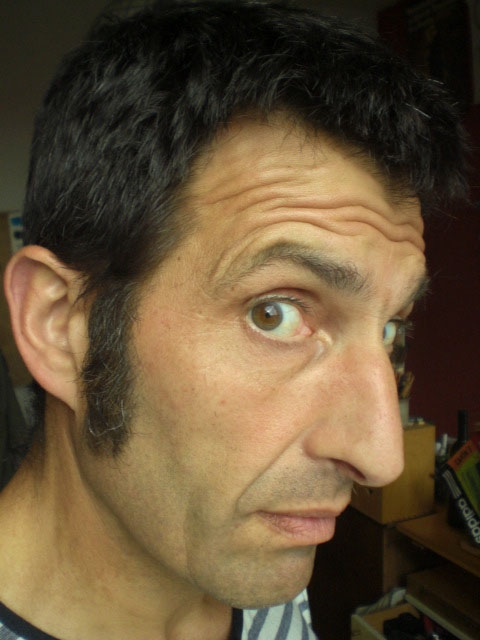
Jokin Mitxelena

Jokin Mitxelena Erice (* 15. Februar 1962 in San Sebastian) ist ein spanischer Bilderbuchzeichner.

## Leben
Der aus dem Baskenland stammende Jokin Mitxelena (auch Jokin Michelena wie in der Aussprache) verbrachte seine Kindheit in San Sebastian und studierte Bildende Kunst in Bilbao. Ab 1985 war er als Lehrer tätig und veröffentlichte erste Illustrationen. Zahlreiche baskische Kinderbücher wurden von ihm gezeichnet, viele davon wurden auch in das Spanische übersetzt. 1995 siedelte er nach Deutschland über. In Zusammenarbeit mit baskischen und deutschen Verlagen ist er als Zeichner sowie Kinder- und Jugendbuchautor tätig. Mitxelena lebt in Woltersdorf bei Berlin.

## Auszeichnungen
Für seine Zeichnungen erhielt er bereits verschiedene Preise.
- November 2010: Euskadi Literatura Saria

## Veröffentlichungen (Auswahl)
als Illustrator
- Gemma Lienas: La noche de Halloween (La Tribu de Camelot). Editorial Planeta, S.A., 2012, ISBN 84-08-00745-9 (spanisch)
- Patrick K Addai: Ein Adler bleibt immer ein Adler. Verlag Adinkra, 2012, ISBN 3-9519852-1-6
- Carlo Collodi: Pinotxoren abenturak (Klis-Klasikoak). Erein Argitaletxea, S.A., 2011, ISBN 84-938368-8-5 (baskisch)
- Dominik Blum, Monika Kilian: Das Stück Himmel über unserem Leben. Kösel-Verlag, 2010, ISBN 3-466-36864-2
- Jon Suárez Barrutia: Duérmete, niña (Alboka Gazteleraz). Ediciones Mensajero, S.A., Unipersonal, 2006, ISBN 84-271-2822-3 (spanisch)
- Joles Sennell: Sorgin hortz gabea (Maleta magikoa). Erein Argitaletxea, S.A., 2005, ISBN 84-9746-238-6 (baskisch)
- Patxi Zubizarreta: Elur beltza (Igelio Igela). Erein Argitaletxea, S.A., 1999, ISBN 84-7568-812-8 (baskisch)